# Seznam katolických kostelů v okrese Náchod
Toto je seznam katolických kostelů v okrese Náchod:

## Kostely
- Kostel Povýšení svatého Kříže (Adršpach)
- Kostel svatého Prokopa (Bezděkov nad Metují)
- Kostel svatého Mikuláše (Bohuslavice)
- Kostel Navštívení Panny Marie (Boušín)
- Kostel svaté Máří Magdaleny (Božanov)
- Kostel svatého Václava (Broumov)
- Kostel svatého Vojtěcha (Broumov)
- Kostel svatého Petra a Pavla (Broumov)
- Kostel Panny Marie (Broumov)
- Kostel svatého Ducha (Broumov)
- Kostel svatého Jakuba Staršího (Černčice)
- Kostel svatého Jakuba Většího (Červený Kostelec)
- Kostel Nanebevzetí Panny Marie (Česká Skalice)
- Kostel Navštívení Panny Marie (Dolany)
- Kostel svaté Máří Magdaleny (Heřmanice)
- Kostel Všech svatých (Heřmánkovice)
- Kostel svatého Ducha (Hořičky)
- Kostel Všech svatých (Hronov)
- Kostel svatého Jiljí (Chvalkovice)
- Kostel svatého Jana Křtitele (Janovičky)
- Kostel svatého Mikuláše (Jaroměř)
- Kostel svatého Jakuba (Jaroměř)
- Kostel svatého Jiří (Jasenná)
- Kostel Nanebevstoupení Páně (Josefov)
- Kostel svatého Václava (Machov)
- Kostel svatého Jiří a svatého Martina (Martínkovice)
- Kostel svaté Rodiny (Nahořany)
- Kostel svatého Vavřince (Náchod)
- Kostel svatého Jana Křtitele (Náchod)
- Kostel svatého Michaela archanděla (Náchod)
- Kostel Nejsvětější Trojice (Nové Město nad Metují)
- Kostel Narození Panny Marie (Nové Město nad Metují)
- Kostel svatého Jana Nepomuckého (Nové Město nad Metují)
- Kostel Všech svatých (Nové Město nad Metují)
- Kostel svatého Ducha (Krčín)
- Kostel svatého Petra a Pavla (Nový Hrádek)
- Kostel svaté Barbory (Otovice)
- Kostel Nanebevzetí Panny Marie (Police nad Metují)
- Kostel Panny Marie (Rokole)
- Kostel svatého Jakuba Většího (Ruprechtice)
- Kostel svaté Markéty (Semonice)
- Kostel svatého Jana Křtitele (Slavoňov)
- Kostel svatého Josefa (Stárkov)
- Kostel svatého Jana Nepomuckého (Studnice)
- Kostel svaté Markéty (Šonov)
- Kostel svatého Vavřince (Teplice nad Metují)
- Kostel Panny Marie Pomocné (Teplice nad Metují)
- Kostel svatého Václava (Václavice u Náchoda)
- Kostel Proměnění Páně (Velichovky)
- Kostel Nanebevzetí Panny Marie (Velká Jesenice)
- Kostel Navštívení Panny Marie (Velké Poříčí)
- Kostel svatého Štěpána (Velký Třebešov)
- Kostel svatého Michaela archanděla (Vernéřovice)
- Kostel svaté Anny (Vižňov)
- Kostel svatého Petra a Pavla (Zaloňov)
- Kostel Nejsvětější Trojice (Zdoňov)
- Kostel Panny Marie (Zdoňov)
- Kostel svatého Justa (Zvole)

## Kaple
- Kaple Panny Marie (Bezděkov nad Metují)
- Kaple Nanebevzetí Panny Marie (Bohdašín)
- Kaple (Bohdašín)
- Kaple Božského srdce Páně (Borová)
- Kaple Panny Marie (Boušín)
- Kaple Nanebevzetí Panny Marie (Božanov)
- Hřbitovní Kaple Panny Marie (Brzice)
- Kaple Panny Marie (Červená Hora)
- Hřbitovní Kaple svatého Cyrila a Metoděje (Červený Kostelec)
- Kaple Nanebevzetí Panny Marie (Červený Kostelec)
- Kaple svatého Václava (Česká Čermná)
- Kaple Panny Marie (Česká Metuje)
- Kaple Nejsvětější Trojice (Česká Skalice)
- Kaple svaté Anny (Dědov)
- Kaple svatého Antonína Paduánského (Dobrošov)
- Kaple díkůvzdání (Heřmánkovice)
- Kaple svatého Cyrila a Metoděje (Horní Radechová)
- Kaple Panny Marie (Hronov)
- Kaple Panny Marie Sněžné (Hvězda)
- Kaple svatého Jana Nepomuckého (Chvalkovice)
- Kaple Nejsvětější Trojice (Jaroměř)
- Kaple svaté Anny (Jaroměř)
- Kaple Panny Marie (Jaroměř)
- Kaple Panny Marie (Jaroměř-Na Žižkově)
- Kaple svatého Huberta (Javor)
- Birkeho tovární kaple Panny Marie (Javor)
- Kaple Panny Marie Lurdské (Jizbice)
- Kaple svatého Jiljí (Josefov)
- Kaple Jména Panny Marie (Kramolna)
- Kaple Panny Marie (Kramolna)
- Kaple Panny Marie Sněžné pod Hvězdou (Křinice)
- Kaple svatého Huberta (Křinice)
- Kaple Panny Marie (Křižanov)
- Kaple svatého Jana Křtitele (Lhota u Nahořan)
- Kaple svatého Josefa (Lhota za Červeným Kostelcem)
- Kaple Nejsvětější Trojice (Lhotky)
- Kaple Navštívení Panny Marie (Lipí)
- Kaple Panny Marie (Litoboř)
- Kaple Nanebevzetí Panny Marie (Mečov)
- Kaple svaté Ludmily (Městec)
- Kaple Nanebevzetí Panny Marie (Náchod)
- Kaple Zvěstování Panny Marie (Náchod-Plhov)
- Kaple Čtrnácti svatých pomocníků (Nové Město nad Metují)
- Kaple svatého Antonína Paduánského (Olešnice)
- Kaple Nanebevzetí Panny Marie (Olešnice)
- Kaple Bolestné matky Boží (Olivětín)
- Kaple svatého Kříže (Ostaš)
- Kaple svatého Jana Nepomuckého (Pavlišov)
- Kaple Panny Marie Pomocné (Pěkov)
- Hřbitovní kaple Narození Panny Marie (Police nad Metují)
- Hřbitovní Kaple svatého Josefa (Proruby)
- Kaple svaté Barbory (Rezek)
- Kaple Matky Boží třikrát podivuhodné Betlém (Rokole)
- Kaple Panny Marie (Rokole)
- Kaple Nejsvětější Trojice (Rokytník)
- Kaple svatých Andělů Strážných (Říkov)
- Kaple Panny Marie (Slatina nad Úpou)
- Kaple Navštívení Panny Marie (Slavětín nad Metují)
- Kaple Panny Marie (Spy)
- Kaple svatého Huberta (Starý Ples)
- Kaple Nejsvětější Trojice (Stolín)
- Kaple Panny Marie Lurdské (Suchý Důl)
- Kaple Panny Marie (Šonov)
- Kaple svatého Františka Serafinského (Velká Jesenice)
- Kaple Panny Marie (Vernéřovice)
- Kaple Narození Panny Marie (Vysoká Srbská)
- Kaple Božského srdce Páně (Vysokov)
- Kaple svatého Jana Nepomuckého (Zdoňov)
- Kaple Narození Panny Marie (Zlíč)
- Kaple Panny Marie Sněžné (Žernov)